# Нові Татишли
Нові Татишли́ (рос. Новые Татышлы, башк. Яңы Тәтешле) — село у складі Татишлинського району Башкортостану, Росія. Адміністративний центр Новотатишлинської сільської ради.
Населення — 550 осіб (2010; 611 у 2002).
Національний склад:
- удмурти — 82 %